# Kees Broekman
Kees Broekman (n. 2 iulie 1927, De Lier⁠(d), Olanda de Sud, Țările de Jos – d. 8 noiembrie 1992, Berlin, Germania) a fost un patinator de viteză ce a reprezentat Regatul Țărilor de Jos, medaliat olimpic. A participat la 4 ediții ale Jocurilor Olimpice (1948, 1952, 1956, 1960) în care a câștigat două medalii de argint.